# Ключи (Архаринский район)
Ключи — упразднённое село в Архаринском районе Амурской области России. На момент упразднения входило в состав Новосергеевского сельсовета. Исключено из учётных данных в 2001 году.

## География
Село располагалось на безымянном ключе, на расстоянии примерно 5 километров (по прямой) к юго-востоку от села Новосергеевка.

## История
По всей видимости возникло в 1930-е годы.
Зконом Амурской области от 6 июня 2001 года № 11-ОЗ, село Ключи исключено из учётных данных.